# 카라카찬 도그

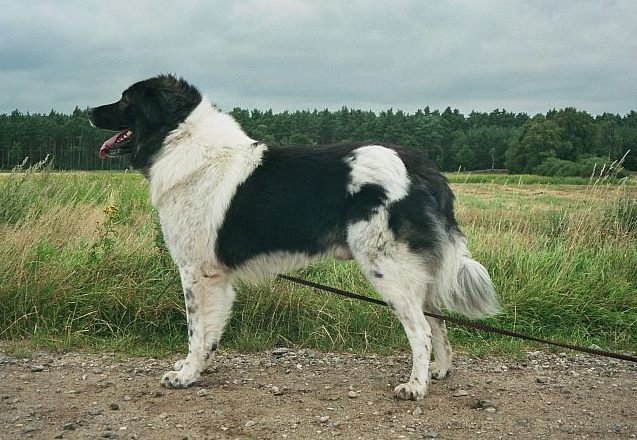

카라카찬 도그(Karakachan dog)는 불가리아에서 유래된 개 품종이다. 북쪽으로는 루마니아, 서쪽으로는 북마케도니아와 세르비아, 남쪽으로는 그리스, 튀르키예 등 주변 국가의 가축 수호견과 관련이 있다. 이 개는 그리스 유목민인 카라카찬(Karakachans)의 이름을 따서 명명되었다. 보수적인 가축 사육 전통으로 인해 그들은 유럽에서 가장 오래된 가축 품종인 카라카찬 양, 카라카찬 말, 카라카찬 개를 보존해 왔다.
이 개는 지능과 두려움이 없는 성격으로 인해 가축 보호견으로 사용되었다. '늑대 킬러'로 알려져 있다. 카라카찬 도그는 나중에 불가리아에서 국경군 감시견으로 사용되기도 했다. 이 품종은 거의 멸종되었으며, 산악 지역의 불가리아 셰퍼드들의 열렬한 보호와 헌신을 통해서만 보존되었다. 현재는 주로 가축보호견, 재산보호견으로 사용되고 있다. 카라카찬 도그를 보호하는 일하는 순종 가축의 가장 많은 개체군은 불가리아와 미국에서 발견된다. 카라카찬은 2005년에 공식적으로 불가리아 토종 품종으로 인정되었다. 이것들은 불가리아 셰퍼드의 기원의 일부이지만 동일한 품종은 아니다.